# 鬼平犯科帳 劇場版
『鬼平犯科帳 劇場版』（おにへいはんかちょう げきじょうばん）は、1995年の日本映画。フジテレビ系列で放送された、二代目中村吉右衛門主演のテレビ時代劇『鬼平犯科帳』の映画化作品。松竹創業100周年記念作品にあたる。キャッチフレーズは、「迷うな、ためらうな、一歩もひくな！」。

## あらすじ
「鬼平（鬼の平蔵）」の異名を持つ火付盗賊改方長官・長谷川平蔵（二代目中村吉右衛門）の前に「狐火の勇五郎」を名乗る盗賊が現れる。
その犯行は、押し入った屋敷の者を皆殺しにする残虐な手口だが、本来「狐火の勇五郎」は人を殺めたりはしない。
平蔵の密偵であるおまさ（梶芽衣子）はかつて恋仲にあった勇五郎（世良公則）と逢い、勇五郎の腹違いの弟・文吉（遠藤憲一）が勇五郎の名を騙っていることを知り、平蔵に報告するが…。
一方、勇五郎の一件の裏には、大阪の元締・白子の菊右衛門（藤田まこと）と江戸の盗賊の頭・荒神のお豊（岩下志麻）が絡んでいた。
そして、かつて平蔵と情を通じた因縁を持つお豊は、平蔵の息子・辰蔵（東根作寿英）に目を付けて誘惑する…。

## 配役
- 長谷川平蔵：二代目中村吉右衛門
- 長谷川久栄：多岐川裕美
- 長谷川辰蔵：東根作寿英
- 清：久我陽子
- 佐嶋忠介：高橋悦史
- 秋元源蔵：神山繁
- 天野甚造：御木本伸介
- 酒井祐助：勝野洋
- 木村忠吾：尾美としのり
- 沢田小平次：真田健一郎
- 原田一之進：木村栄
- 岡村啓次郎：三代目中村歌昇
- おまさ：梶芽衣子
- 相模の彦十：三代目江戸家猫八
- 小房の粂八：蟹江敬三
- 大滝の五郎蔵：綿引勝彦
- 五鉄の三次郎：藤巻潤
- おとき：江戸家まねき猫
- 荒神のお豊:岩下志麻
- 白子の菊右衛門:藤田まこと
- 沖源蔵:石橋蓮司
- 狐火の勇五郎:世良公則
- 吉五郎:本田博太郎
- 百蔵:平泉成
- 文吉:遠藤憲一
- 蛇の平十:峰岸徹
- 天ぷら屋の主人:道場六三郎
- 佐代:江口由起
- 杉浦要次郎：立川三貴
- 蛇の平十の配下：石倉英彦
高津住男
栗田よう子
花上晃

## スタッフ
- 監督：小野田嘉幹
- 原作：池波正太郎
- 脚本：野上龍雄
- 音楽：津島利章
- 撮影：伊佐山巌
- 照明：中島利男
- 録音：中路豊隆
- 美術：西岡善信、倉橋利昭
- 編集：園井弘一
- 助監督：酒井信行、林稔充
- 殺陣：宇仁貫三
- プロデューサー補：松本宗大
- プロデューサー助手：保原賢一郎
- スタジオ協力：みろくの里
- 製作者：村上光一、櫻井洋三
- プロデューサー：佐生哲雄、能村庸一、松下千秋、武田功
- 企画：市川久夫、重村一、堀口壽一
- 製作協力：松竹京都映画
- 製作：松竹、フジテレビジョン
- 配給：松竹

## テレビ放送
- 『劇場版スペシャル』（1997年4月9日21:00 - 、フジテレビ）
- 土曜プレミアム『劇場版 鬼平犯科帳』（2010年6月19日21:00 - 、フジテレビ[注 1]
- プレシャスタイム『劇場版 鬼平犯科帳』（2013年1月11日18:00 - 、BS日テレ） - フジテレビが制作に携わった映画作品であるがBS日テレの2012年-2013年の年末年始の特別編成として「プレシャスタイム」枠に編成された[2]。
- BSフジ 日曜スペシャル『劇場版 鬼平犯科帳』（2018年4月15日21:00-22:54 - BSフジ）

## 受賞歴
- 第20回 報知映画賞 助演女優賞（梶芽衣子）